# Hrabstwo San Joaquin
Hrabstwo San Joaquin (ang. San Joaquin County) – hrabstwo w stanie Kalifornia w Stanach Zjednoczonych. Obszar całkowity hrabstwa obejmuje powierzchnię 1426,25 mil² (3693,97 km²). Według szacunków United States Census Bureau w roku 2009 miało 674 860 mieszkańców.
Hrabstwo powstało w 1850 roku. 
Na jego terenie znajdują się:
- miejscowości – Escalon, Lathrop, Lodi, Manteca, Ripon, Stockton, Tracy,
- CDP – Acampo, August, Collierville, Country Club, Dogtown, Farmington, French Camp, Garden Acres, Kennedy, Lincoln Village, Linden, Lockeford, Morada, Mountain House, Peters, Taft Mosswood, Terminous, Thornton, Victor, Waterloo, Woodbridge.